# Fallen Angel (filme)
Fallen Angel (prt: Anjo ou Demónio; bra: Anjo ou Demônio?) é um filme estadunidense de 1945, do gênero suspense em estilo noir, dirigido por Otto Preminger e estrelado por Alice Faye, Dana Andrews e Linda Darnell
O roteiro escrito por Harry Kleiner, baseado em uma história de Marty Holland. Destaque para a fotografia em preto & branco de Joseph LaShelle, que havia trabalhado com o mesmo diretor no clássico Laura, realizado no ano anterior.

## Produção
As locações do filme foram em Orange, na Califórnia. De acordo com informações no Catálogo AFI de Longas Metragens, Marion Parsonnet trabalhou em uma versão inicial do roteiro. O jornal Los Angeles Times noticiou em 12 de setembro de 1944 que Joan Fontaine estava sendo considerada para um dos papéis principais no filme. Em fevereiro de 1945, o Hollywood Reporter informou que Ida Lupino iria desempenhar o papel de "June Mills". Anne Baxter teria sido cogitada para co-estrelar o filme ao lado de Linda Darnell. 
Um artigo publicado pelo The New York Times em 13 de maio de 1945 relatou que Alice Faye só foi lançada em "Fallen Angel" depois de uma disputa de contrato com a Twentieth Century-Fox, no qual ela ganhou o direito de aparecer em apenas um filme por ano, para os quais ela teria que aprovar o roteiro completo. Faye insistiu em ser lançada no filme, porque queria aparecer em um drama em vez de um musical. Mas irritada com as edições feitas pelo chefe do estúdio, Darryl F. Zanuck que havia cortado quase todas as suas cenas, incluindo o número musical "Slowly", bem como várias de suas cenas dramáticas, a fim de enfatizar o papel de Linda Darnell, ela consequentemente deixou o estúdio sem cumprir o resto do seu contrato, que incluía a realização de mais dois filmes. Este foi o último filme completo de Faye após Entre a Loura e a Morena, de 1943, (embora ela tenha feito uma breve aparição cantando em Quatro Moças num Jipe, de 1944); também foi seu primeiro e único papel dramático; além de ter sido também o seu último filme com a Fox até 1962 quando ela voltou para o cinema em Feira de Ilusões.
Em 17 de junho de 1946, o programa de rádio "Lux Radio Theatre" apresentou uma transmissão do filme estrelado por Darnell, Maureen O'Hara e Mark Stevens.

## Elenco
- Alice Faye.... June Mills
- Dana Andrews.... Eric Stanton
- Linda Darnell.... Stella
- Charles Bickford.... Mark Judd
- Anne Revere.... Clara Mills
- Bruce Cabot.... Dave Atkins
- John Carradine.... Professor Madley
- Percy Kilbride.... Pop